# Hurenmord – Ein Priester schweigt
Hurenmord – Ein Priester schweigt ist ein deutscher Thriller von Josef Rödl aus dem Jahr 1998. Die Erstausstrahlung auf Sat.1 war am 8. September 1998.

## Handlung
Der Priester Thomas Fauser sitzt zwischen den Stühlen, nachdem im Beichtstuhl ein Mann ihn um Absolution für einen Mord an einer Prostituierten bittet, während der Kleinkriminelle Dieter Kleinschmidt gerade für diese Tat von der Polizei verhaftet wurde. Fauser ist als Priester an das Beichtgeheimnis gebunden und kann sein Wissen nicht an den ermittelnden Polizeibeamten Klaus Schreier herantragen. Selbst seiner Schwester Anna, die in den Kommissar Schreier verliebt ist, darf er nichts von dem Mordgeständnis im Beichtstuhl berichten. Doch der Gedanke, dass ein Unschuldiger hinter Gittern sitzt, lässt ihm keine Ruhe. Er ermittelt mit einer Waffe ausgestattet im Rotlichtviertel, um Beweise und Indizien für die Unschuld von Dieter Kleinschmidt zu sammeln.

## Hintergrund
Hurenmord – Ein Priester schweigt entstand unter dem Arbeitstitel Du sollst nicht töten – Ein tödliches Geheimnis. Produziert wurde der Film von der Fontana TV Film- und Fernseh-Produktionsgesellschaft. Das Drehbuch schrieb Christiane Sadlo, die unter ihrem Pseudonym Inga Lindström bekannt ist, gemeinsam mit Hermann Kirchmann.

## Kritik
Für den film-dienst war Hurenmord – Ein Priester schweigt eine „Thriller-Geschichte, die routiniert, aber arg grell in den Bahnen handelsüblicher Fernsehkost abgespult wird.“